# Gudrun Arninge
Gudrun Anna Arninge, född 13 juli 1912 i Arvika, död 3 augusti 1994 i Brännkyrka, var en svensk konstnär. Hon var dotter till rektorn Georg Arninge och Elin Olsson.
Arninge studerade vid Göteborgs musei rit- och målarskola och vid Konsthögskolan i Stockholm, därefter vistades hon ett år i Tyskland. Hon deltog i ett flertal samlingsutställningar bland annat HSB utställningen i Stockholm 1943, Unga Tecknare på Nationalmuseum 1946 samt i Vårsalongen på Liljevalchs konsthall 1950. Tillsammans med Hjalmar Arleman ställde hon ut i Kalmar och Skara 1945.
Hennes konst består av diskreta tongångar i olja och med en djärvare färgpalett i pastell, motiven är huvudsakligen landskap.
Arninge är representerad med teckningen Skogsparti från 1958 på Moderna museet i Stockholm. Hon är begravd på Brunskogs kyrkogård i Värmland.